# 神溪縣
神溪縣，是明代交阯承宣布政使司鎮蠻府下轄的一個縣，後陷入安南，治所約在今越南在延河縣與東關縣之間，由先興府兼理，今為先興縣。

## 沿革
- 永樂五年六月癸未朔（1407年7月5日）置，隸鎮蠻府[2]。
- 永樂十三年八月二十三日（1415年9月25日），併神溪縣入古蘭縣[3]。
- 永樂十六年八月初二日（1418年9月1日），神溪縣之古刀鎮巡檢司隸古蘭縣[4]。